# Heathen (album)
Heathen (stilizirano uǝɥʇɐǝɥ) dvadeset i drugi je studijski album britanskog glazbenika Davida Bowieja. Diskografske kuće ISO i Columbia Records objavile su ga 11. lipnja 2002. godine. Na američkom tržištu smatrao se njegovim povratničkim albumom jer je na tamošnjim glazbenim ljestvicama, našavši se na 14. mjestu, postao njegov najuspješniji uradak od albuma Tonight (iz 1984.). Dobio je i mnogo pozitivnih kritika. BBC je komentirao da naslovna skladba "dokazuje da Bowie može skladati očaravajuće direktne i unikatne pop skladbe čak i nakon više od trideset godina karijere". Bio je prodan u više od dva milijuna primjeraka diljem svijeta i četiri se mjeseca nalazio na britanskim ljestvicama albuma. Iako je snimanje započelo prije napada 11. rujna 2001. godine, album je bio dovršen nakon tog datuma, te je tako taj događaj utjecao na njegov koncept.

## Snimanje i produkcija
Heathen je označio povratak producenta Tonyja Viscontija, koji je sa samim Bowiejem bio producent nekolicine Bowiejevih klasičnih albuma. Posljednji uradak na kojem je Visconti bio producent bio je  Scary Monsters iz 1980. godine. Heathen je bio prvi Bowiejev album na kojem nakon više od jednog desetljeća nije sudjelovao gitarist Reeves Gabrels, koji je s Bowiejem prvi put surađivao na uratku Tin Machine (iz 1989.).
Bowie je prethodno snimio album Toy, koji je trebao biti objavljen tijekom 2001. i na kojem su se trebale pojaviti nove skladbe i prerade nekih njegovih manje poznatih pjesama iz 1960-ih. Iako Toy ni dan-danas nije službeno objavljen, nove snimke skladbi "Afraid" i "Slip Away" (tada pod imenom "Uncle Floyd") pojavljuju se na Heathenu. Neke snimke pjesama nastale tijekom snimanja Toyja pojavile su se na B strani singlova s Heathena.
Kad je započelo snimanje Heathena Bowie je svirao gitaru i klavijature, Visconti bas-gitaru, a bubnjeve Matt Chamberlain. Trojac je snimio četrdesetak pjesama među kojima su bile kraće skice i gotovo dovršene skladbe. U ostalim se studijima odvijalo dodatno snimanje te su u njima snimali novopridošli glazbenici i prethodni Bowiejevi suradnici; među njima bili su Bowiejevi bivši kolege Carlos Alomar (gitarist) i Sterling Campbell (bubnjar), ali i Pete Townshend, gitarist The Whoa, koji je odsvirao solističku dionicu na pjesmi "Slow Burn" i koji je prethodno svirao gitaru na pjesmi "Because You're Young" s albuma Scary Monsters (And Super Creeps). Među novim suradnicima bili su frontmen Foo Fightersa i bivši  Nirvanin bubnjar Dave Grohl, klavijaturist Dream Theatera Jordan Rudess, pijanistica Kristeen Young i basist Tony Levin iz King Crimsona. Na skladbi "I Took a Trip on a Gemini Spaceship" pojavljuje se najdublja nota koju je Bowie ikad otpjevao (G1).

## Glazbeni stil i teme
Iako su mnoge skladbe na albumu izvorno bile napisane za Toy i što se na njemu pojavljuju i neke obrade, tadašnji biografi i kritičari tvrdili su da Heathen opisuje Bowiejev doživljaj napada 11. rujna 2001. godine. Tekstovi pjesama poput "Slow Burn", "Afraid", "A Better Future" i "Heathen (The Rays)" govore o propasti čovječanstva i svijeta, što je slično njegovoj pjesmi "Five Years" s albuma The Rise and Fall of Ziggy Stardust and the Spiders from Mars.
O povezanosti albuma i napada 11. rujna Dave Thompson izjavio je:
Iako zasluge za tako snažan utjecaj napada 11. rujna ne možemo pripisati ničemu duhovnijem od zasićivačkih televizijskih izvješća o njima, oni mnogima i dalje ostaju najdojmljiviji događaj u nedavnoj svjetskoj povijesti; začeli su toliko mnogo misli, bojazni i sukoba u umovima onih koji su im svjedočili da se čak i danas ljudi koji nikad nisu bili u Americi mogu povezati zbog te zastrašujuće 102 minute. U to vrijeme i tijekom mjeseci nesigurnosti nakon tog događaja potreba za tim povezivanjem bila je još naglašenija. Heathen je zvučio kao da razumije kako se ljudi osjećaju. Ljudi su zbog toga odmah osjetili potrebu razumjeti Heathena. Od svih Bowiejevih uradaka od devedesetih nadalje upravo se taj najčešće smatra njegovim najboljim albumom jer je zasigurno njegov najizravniji. Čak ga je i Tony Visconti smatrao magnum opusom: "Rekao sam mu 'To je vrlo slično kakvoj simfoniji.'"
Bowie je izjavio da niti jedna pjesma na albumu nije bila napisana nakon rujna 2001. godine, ali je priznao da skladbe govore o tjeskobi koju je nekoliko godina osjećao živeći u Americi te je dodao da "nije nemoguće da ćete osjećati tjeskobu kad ugledate nešto što je bilo snimljeno u New Yorku ili što su snimili Njujorčani". U intervjuu iz 2003. godine dodao je: "Bio je skladan kao album koji propituje mnogo stvari. Naravno, dijelom se bavio i onim užasnim događajem koji se dogodio u rujnu. Njegovo dovršavanje bilo je traumatično iskustvo. Možda se tako čini, ali nije to pokušaj oslobađanja od kakve traume. [Napadi] su vrlo snažno utjecali na mene i moju obitelj. Živimo ondje".
Na uratku se pojavljuju obrade triju skladbi: "Cactus" grupe Pixies, na kojoj Bowie svira sva glazbala osim bas-gitare te je jedina pjesma koju je ikad svirao na bubnjevima, "I've Been Waiting for You" Neila Younga (koju je također snimio Pixies za B stranu singla "Velouria" iz 1990. godine) i "I Took a Trip on a Gemini Spaceship" Normana Odama, poznatijeg pod imenom Legendary Stardust Cowboy, od kojeg je Bowie 1972. posudio dio njegovog umjetničkog imena za lik "Ziggyja Stardusta". Potonje dvije pjesme preuzete su s popisa pjesama koji je Bowie napisao tijekom 1970-ih za svoj nikad snimljeni album Pin Ups 2.

## Glazbeni spotovi
Bowie, kojemu je u vrijeme objave uratka bilo 55 godina, komentirao je: "Realistična sam osoba. Kad dođete u određene godine, nećete se više prikazivati [na televiziji]. Mladi moraju ubiti starije. ... Život tako funkcionira. ... Kultura tako funkcionira". Zbog tog razloga izvorno nije bio objavljen glazbeni spot niti za jednu pjesmu s albuma.
Međutim, glazbeni spot za "Slow Burn" 23. ožujka 2011. bio je prenesen na službeni Bowiejev kanal na YouTubeu, DavidBowieVEVO. U spotu Bowie odjeven u bijelo pjeva pjesmu u studiju, dok mlada djevojka šeće zamračenom kontrolnom sobom i katkad dotiče opremu i pult za miksanje. Spot sadržava skraćenu inačicu pjesme te se u opisu videozapisa ne pojavljuju nikakve zasluge za režiranje.

## Nastupi
Bowie je Heathen podržao turnejom Heathen Tour, koja je započela tijekom druge polovice 2002. godine, i nekolicinom nastupa uživo na televiziji.

## Različite inačice
Remiksana inačica skladbe "Everyone Says 'Hi'" pojavila se u glazbenoj i ritmičkoj videoigri Amplitude na konzoli PlayStation 2.
Godine 2011. britanska grupa Films of Colour objavila je obradu pjesme "Slow Burn".
Skladba "Sunday" bila je svirana na turnejama Heathen Tour i A Reality Tour. Koncertna inačica snimljena u studenom 2003. u Point Theatreu u Dublinu pojavila se na DVD-u A Reality Tour. Mobyjeva remiksana verzija pjesme pojavila se na bonus CD-u posebne inačice Heathena s dva CD-a, dok je remiksana inačica Tonyja Viscontija bila objavljena na europskoj varijanti singla  "Everyone Says 'Hi'" i singlu "I've Been Waiting for You".
Heathen je također bio objavljen u formatu Super Audio CD-a u ograničenoj nakladi; na toj inačici uratka pet je pjesama duljeg trajanja nego na standardnoj.

## Popis pjesama
Sve pjesme napisao je David Bowie te su producenti pjesama bili on i Tony Visconti, osim gdje je označeno drugačije.
| 1.    | »Sunday«                                            |               |                            | 4:45 |
| 2.    | »Cactus« (Pixies)                                   | Black Francis |                            | 2:54 |
| 3.    | »Slip Away«                                         |               |                            | 6:05 |
| 4.    | »Slow Burn«                                         |               |                            | 4:41 |
| 5.    | »Afraid«                                            |               | Bowie, Mark Plati          | 3:28 |
| 6.    | »I've Been Waiting for You« (Neil Young)            | Young         |                            | 3:00 |
| 7.    | »I Would Be Your Slave«                             |               |                            | 5:14 |
| 8.    | »I Took a Trip on a Gemini Spaceship« (Norman Odam) | Odam          |                            | 4:04 |
| 9.    | »5:15 The Angels Have Gone«                         |               |                            | 5:00 |
| 10.   | »Everyone Says 'Hi'«                                |               | Brian Rawling, Gary Miller | 3:59 |
| 11.   | »A Better Future«                                   |               |                            | 4:11 |
| 12.   | »Heathen (The Rays)«                                |               |                            | 4:16 |
| 52:08 |                                                     |               |                            |      |

| Bonus skladba s japanske inačice albuma | Bonus skladba s japanske inačice albuma | Bonus skladba s japanske inačice albuma | Bonus skladba s japanske inačice albuma | Bonus skladba s japanske inačice albuma | Bonus skladba s japanske inačice albuma | Bonus skladba s japanske inačice albuma | Bonus skladba s japanske inačice albuma | Bonus skladba s japanske inačice albuma | Bonus skladba s japanske inačice albuma |
| Br.                                     | Skladba                                 | Trajanje                                |                                         |                                         |                                         |                                         |                                         |                                         |                                         |
| --------------------------------------- | --------------------------------------- | --------------------------------------- | --------------------------------------- | --------------------------------------- | --------------------------------------- | --------------------------------------- | --------------------------------------- | --------------------------------------- | --------------------------------------- |
| 13.                                     | »Wood Jackson«                          | 4:48                                    |                                         |                                         |                                         |                                         |                                         |                                         |                                         |
| 56:56                                   |                                         |                                         |                                         |                                         |                                         |                                         |                                         |                                         |                                         |

### Bonus CD s ograničene inačice albuma
| 1.    | »Sunday« (Mobyjev remiks)                                                      | Bowie, Visconti, Moby | 5:09 |
| 2.    | »A Better Future« (Airov remiks)                                               |                       | 4:56 |
| 3.    | »Conversation Piece« (skladana 1969., snimljena 1970., ponovo snimljena 2001.) | Bowie, Plati          | 3:51 |
| 4.    | »Panic in Detroit« (odbačena snimka iz 1979.)                                  |                       | 2:57 |
| 16:53 |                                                                                |                       |      |

### Reizdana japanska inačica bonus CD-a iz 2007. godine
Sadrži prethodno navedene pjesme, ali i:
| 5.    | »Wood Jackson«                     |              | 4:48 |
| 6.    | »When the Boys Come Marching Home« |              | 4:46 |
| 7.    | »Baby Loves That Way«              | Bowie, Plati | 4:46 |
| 8.    | »You've Got a Habit of Leaving«    | Bowie, Plati | 4:53 |
| 9.    | »Safe«                             |              | 4:44 |
| 10.   | »Shadow Man«                       | Bowie, Plati | 4:46 |
| 45:36 |                                    |              |      |

### Inačica na SACD-u
| 1.    | »Sunday«                              | 4:47 |
| 2.    | »Cactus«                              | 2:52 |
| 3.    | »Slip Away«                           | 6:14 |
| 4.    | »Slow Burn«                           | 5:04 |
| 5.    | »Afraid«                              | 3:25 |
| 6.    | »I've Been Waiting for You«           | 3:16 |
| 7.    | »I Would Be Your Slave«               | 5:09 |
| 8.    | »I Took a Trip on a Gemini Spaceship« | 4:05 |
| 9.    | »5:15 The Angels Have Gone«           | 5:25 |
| 10.   | »Everyone Says 'Hi'«                  | 3:56 |
| 11.   | »A Better Future«                     | 3:56 |
| 12.   | »Heathen (The Rays)«                  | 4:13 |
| 13.   | »When the Boys Come Marching Home«    | 4:49 |
| 14.   | »Wood Jackson«                        | 4:44 |
| 15.   | »Conversation Piece«                  | 3:49 |
| 16.   | »Safe«                                | 5:53 |
| 71:08 |                                       |      |

## Zasluge
| David Bowie - David Bowie – bubnjevi (na skladbi "Cactus"); vokali, klavijature, gitara, saksofon, stilofon, prateći vokali; produkcija (osim na pjesmi "Everyone Says 'Hi'") Ostalo osoblje - Jonathan Barnbrook – dizajn - Markus Klinko – fotografija - Indrani Pal-Chaudhuri – fotografija | Dodatni glazbenici - Tony Visconti – bas-gitara, gitara, blokflauta, gudački aranžman, prateći vokali; produkcija (osim na pjesmama 5 i 10) - Matt Chamberlain – bubnjevi, programiranje bubnjeva, udaraljke - David Torn – gitara, gitaristički loopovi, omnichord - The Scorchio Quartet: - Greg Kitzis – violina - Meg Okura – violina - Martha Mooke – viola - Mary Wooten – violončelo - Carlos Alomar – gitara - Sterling Campbell – bubnjevi, udaraljke - Lisa Germano – violina - Gerry Leonard – gitara - Tony Levin – bas-gitara bez pragova (na skladbi "Slip Away") - Mark Plati – gitara, bas-gitara; produkcija (na skladbi "Afraid") - Jordan Rudess – klavijature - The Borneo Horns: - Lenny Pickett – rog - Stan Harrison – rog - Steve Elson – rog - Kristeen Young – vokali, klavir - Pete Townshend – gitara (na skladbi "Slow Burn") - Dave Grohl – gitara (na skladbi "I've Been Waiting for You") - Brian Rawling – produkcija (na skladbi "Everyone Says 'Hi'") - Gary Miller – produkcija (na skladbi "Everyone Says 'Hi'") |

## Ljestvice
| Ljestvica (2002.)      | Najviša Pozicija |
| ---------------------- | ---------------- |
| Australija             | 9                |
| Austrija               | 4                |
| Belgija (Flandrija)    | 4                |
| Belgija (Valonija)     | 6                |
| Danska                 | 1                |
| Finska                 | 11               |
| Francuska              | 3                |
| Irska                  | 6                |
| Italija                | 6                |
| Japan                  | 26               |
| Kanada                 | 9                |
| Nizozemska             | 19               |
| Novi Zeland            | 22               |
| Norveška               | 2                |
| Njemačka               | 4                |
| SAD (Billboard 200)    | 14               |
| Švedska                | 6                |
| Švicarska              | 7                |
| Ujedinjeno Kraljevstvo | 5                |